# Lapáncsa
Lapáncsa è un comune dell'Ungheria di 205 abitanti (dati 2008) situato nella contea di Baranya, nella regione Transdanubio Meridionale.